# Mikuláš Doležal
Mikuláš Doležal (6. prosince 1889, Vlásenice – 1. října 1941, Praha) byl československý voják, legionář a člen ústředního velení Obrany národa.

## Mládí
Po absolvování základní školy nastoupil v roce 1905 na českou reálku v Telči, kde v roce 1910 maturoval. V letech 1911 až 1913 absolvoval Českou vysokou školu technickou v Praze, kde složil státní zkoušku.

## První světová válka
8. května 1913 byl odveden a v říjnu téhož roku nastoupil k pluku tyrolských císařských myslivců v Innsbrucku. Zde absolvoval školu pro důstojníky v záloze. Po vypuknutí I. světové války byl 1. srpna 1914 odeslán na ruskou frontu. Již 30. prosince 1914 byl v Karpatech zajat a umístěn postupně do několika zajateckých táborů. 15. prosince 1915 se přihlásil do Československých legií v Rusku.
Nástup do legií byl neustále odkládán a proto 20. května 1916 vstoupil do I. srbské dobrovolnické divize v Oděse s níž se účastnil bojů v Dobrudži. V lednu 1917 konečně nastoupil k Československým legiím a posléze byl zařazen k 8. čs. střeleckému pluku. Prodělal boje na Ukrajině a střety s bolševiky na Urale a na Sibiři. Působil jako přednosta telefonní služby a poté jako velitel evakuačních vojsk ve Vladivostoku.

## V Československu
Po návratu do vlasti v roce 1919 vstoupil do československé armády a byl přidělen na MNO jako pobočník generálního inspektora čs. branné moci. 1. února 1920 se v hodnosti majora stal velitelem 4. hraničního praporu ve Vimperku. Absolvoval kurz školy generálního štábu a poté nastoupil 1. července 1921 do Českých Budějovic. Od 3. listopadu 1921 do 19. září 1922 absolvoval Válečnou školu v Praze. Od 20. září 1922 do 30. září 1926 sloužil v různých funkcí v Brně (již v hodnosti podplukovníka působil v mezidobí od 15. března 1924 do 1. října 1924 u vyšších jednotek jugoslávské armády). Od 1. října 1926 do 29. září 1931 sloužil v Košicích a opět v Brně. V hodnosti plukovníka absolvoval v mezidobí od 7. listopadu do 30. listopadu 1929 Informační kurz pro plukovníky a generály ve Versailles.
Od 30. září 1931 byl převelen do hlavního štábu MNO. Od 21. prosince 1933 do 29. září 1935 již v hodnosti brigádního generála působil jako velitel pěší brigády v Českých Budějovicích. Od 30. září 1935 až do likvidace československé branné moci v létě 1939 působil ve funkci velitele Vysoké školy válečné v Praze. Armádu opustil v hodnosti divizního generála.

## Okupace
Po okupaci začal působit v Ústředním vedení Obrany národa jako organizátor teroristické činnosti a poté působil v komisi připravující organizační a operační směrnice Ústředního vedení Obrany národa. V létě 1939 se stal zástupcem oblastního velitele ON – Velká Praha div. gen. Homoly. V této funkci se podílel na budování štábu velitelství a podřízených krajských velitelství. Od konce roku 1940, poté, co se gen. Homola stal velitelem ON, byl jmenován jeho zástupcem.
V roce 1941 byl zatčen gestapem a vězněn v pankrácké věznici. 1. října 1941 byl stanným soudem v Praze odsouzen k trestu smrti a tentýž den zastřelen v bývalé jízdárně kasáren v Praze Ruzyni.

## Vyznamenání
- 1920  Československý válečný kříž 1914–1918
- 1920  Československá revoluční medaile
- 1921  Pamětní Kříž na válku 1916–1919[3]
- 1921  Československá medaile Vítězství
- 1922  Croix de guerre 1914
- 1923  Pamětní medaile na válku 1914–1918 (Spomenica rata 1914–1918)[4]
- 1929  Řád čestné legie L´Ordre de la Legion d´Honneur (Chevalier)
- 1933  Řád rumunské hvězdy[5], III. třída
- Československý válečný kříž 1939